# Tokyo SuperStar Awards
Tokyo SuperStar Awards（とうきょうスーパースターアワード、略称：TSSA）はLGBTコミュニティに貢献した人物や団体に送られる賞である。日本初のLGBT賞である。2014年を最後に行われなくなった。公式サイトも閉鎖済。

## 概説
対象
レズビアンとゲイカルチャー、LGBT（レズビアン、ゲイ、バイセクシャル、トランスジェンダー）コミュニティをテーマに、一般社会との架け橋となる文化事業やプロジェクトで活躍した人物や団体に授与される。年齢、職業、国籍は一切不問で、自薦・他薦は問わない。
推薦方法
定められた期間内に、公式サイトにエントリーする。
選考
インターネット投票を通じて一般推薦から個人・団体を選出。

## 授賞式
| 回 | 日時          | 会場                                     | 司会                           |
| -- | ------------- | ---------------------------------------- | ------------------------------ |
| 1  | 2010年12月4日 | 東京都庁南展望室                         | MEGUMI、ブルボンヌ             |
| 2  | 2011年12月3日 | 六本木ミッドタウン、ビルボードライブ東京 | MEGUMI、ブルボンヌ             |
| 3  | 2012年12月1日 | 六本木ミッドタウン、ビルボードライブ東京 | 佐藤かよ、ブルボンヌ           |
| 4  | 2013年12月7日 | 六本木ミッドタウン、ビルボードライブ東京 | 東小雪、ジリ・ヴァンソン       |
| 5  | 2014年12月6日 | 六本木ミッドタウン、ビルボードライブ東京 | 佐藤かよ、バブリーナ、中倉隆道 |

## 各賞
カルチャー賞
LGBTを題材とした文学、音楽、映像（動画像）、演劇、写真、報道、評論、ファッション、建築、芸術などで目覚しい成果をあげた文化事業やプロジェクトに贈られる。
コミュニティー賞
LGBTコミュニティと一般社会との架け橋となり、多様性あふれる社会の実現に寄与した文化事業、プロジェクトに贈られる。
メディア賞
LGBTコミュニティとその文化を正確かつ公平に報道、描写したテレビ番組、ラジオ番組、新聞、雑誌、インターネットなどのメディア・作品に贈られる。
企業賞
LGBTをはじめ女性、子供、高齢者、障害者、外国人、家族などを対象としたダイバーシティ&インクルージョン施策を積極的に推進する企業に贈られる。
海外賞
日本及び東京都に大きな影響を与えた海外の流行、文化事業、プロジェクトに贈られる。
ブレークスルー賞
その年に大躍進を成し遂げた個人または団体に贈られる。
特別賞
顕著な活動やユニークなプロジェクト、長年の功績に対して贈られる。委員会が選出する。
ラズベリー賞
アメリカ合衆国の映画賞『ゴールデンラズベリー賞』をオマージュした賞で、ホモフォビア的な言動を繰り返した人物や団体に皮肉とユーモアを込めて贈られる。受賞者には副賞としてラズベリー味のアイスクリームが送られる。
アルファロメオ賞
特別協賛により第3回で設けられた。

## 各回受賞者

### 2010年（第1回）
- カルチャー賞 - 東京国際レズビアン&ゲイ映画祭
- コミュニティ賞 - 砂川秀樹
- メディア賞 - NHK教育テレビ『ハートをつなごう』
- 企業賞 - Google
- 海外賞 - レディー・ガガ
- ブレイクスルー賞 - マツコ・デラックス
- 特別賞 - 東京プライドパレード
- ラズベリー賞 - 石原慎太郎（東京都知事）

### 2011年（第2回）
- カルチャー賞 - 日本初BOI系写真集『TOKYO BOIS!』
- メディア賞 - マガジン『GQ JAPAN』2011年4月号
- 企業賞 - Google、ボディショップ
- 海外賞 - レディー・ガガ、アンドリュー・クオモ（ニューヨーク州知事）
- 特別賞 - DREAMS COME TRUE（音楽グループ）

### 2012年（第3回）
- アルファロメオ賞 - 中村中（歌手）
- カルチャー賞 - ミュージカル『RENT』
- コミュニティ賞 - 東小雪・ひろこ（虹色ダイバーシティ）
- メディア賞 - 『週刊東洋経済』、『週刊ダイヤモンド』
- 企業賞 - 日本アイ・ビー・エム株式会社
- 海外賞 - バラク・オバマ（アメリカ合衆国大統領）
- ブレークスルー賞 - HiROMi（モデル）
- 特別賞 - 渡辺えり（女優、劇作家、演出家）

### 2013年（第4回）
- カルチャー賞 - MAX（音楽グループ）「Tacata'」
- コミュニティ賞 - 大阪市淀川区
- メディア賞 - NHK総合テレビ『探検バクモン』「"性"をめぐる大冒険」
- 企業賞 - 株式会社ラッシュジャパン
- 海外賞 - ウェントワース・ミラー
- 特別賞 - 佐藤かよ（ファッションモデル、タレント）

### 2014年（第5回）
- カルチャー賞 - MISIA（歌手）「HOPE & DREAMS」（「TOKYO RAINBOW WEEK 2014」応援ソング）
- カルチャー賞 - 『同居人の美少女がレズビアンだった件。 』小池みき(著)、牧村朝子(監修)
- コミュニティ賞 - 安倍昭恵
- メディア賞 - 『ゼクシィPremier』2014年8月23日号
- 海外賞 - イアン・ソープ